# Marina di Gioiosa Ionica
Marina di Gioiosa Ionica község (comune) Calabria régiójában, Reggio Calabria megyében.

## Fekvése
A megye északkeleti részén fekszik, a Jón-tenger partján. Határai: Gioiosa Ionica, Grotteria és Roccella Ionica.

## Története
1948-ban vált önálló községgé, addig Gioiosa Ionica része volt. 

## Népessége
A népesség számának alakulása:

## Főbb látnivalói
- San Nicola di Bari-templom
- Torre Galea (tengerparti őrtorony)